# E. Charlton Fortune
Euphemia Charlton Fortune (* 15. Januar 1885 in Sausalito, Kalifornien; † 15. Mai 1969 in Carmel, Kalifornien) war eine amerikanische Malerin des Impressionismus. Sie war bekannt für ihre Landschaftsgemälde und religiösen Werke und spielte eine wichtige Rolle in der kalifornischen Kunstszene des frühen 20. Jahrhunderts.

## Leben
Euphemia Charlton Fortune wurde 1885 in Sausalito, Kalifornien, als Tochter des schottischen Vaters William Ranken Fortune und der aus San Francisco stammenden Mutter Helen Hersberg geboren. Aufgrund einer angeborenen Gaumenspalte, die sie von ihrem Vater geerbt hatte, beschloss sie, nie zu heiraten, um dieses Merkmal nicht zu vererben. Sie zog den Namen Effie vor und signierte ihre Werke mit E. Charlton Fortune, um ihr Geschlecht zu verbergen. Nach dem Tod ihres Vaters 1894 zog die Familie nach Los Angeles. Später wurde sie nach Schottland geschickt, wo sie sechs Jahre lang die St. Margaret’s Convent School in Edinburgh besuchte. Dort entwickelte sie ein Interesse für Kunst und setzte ihre Ausbildung an der St. John’s Wood School of Art in London fort.
Nach ihrer Rückkehr in die USA studierte sie am Mark Hopkins Institute of Art in San Francisco bei Arthur Frank Mathews. Das Erdbeben von San Francisco 1906 zerstörte ihr Haus und fast alle ihre bis dahin entstandenen Werke. Die Familie zog daraufhin nach New York City, wo sie ihr Studium an der Art Students League fortsetzte. Dort wurde sie von Frank Vincent DuMond und F. Luis Mora unterrichtet, die ihren individuellen Stil und ihre Fähigkeiten als Illustratorin förderten.
1910 reiste sie nach Europa, besuchte Schottland, England und Frankreich und stellte 1911  in der Royal Scottish Academy in Edinburgh 27 Gemälde aus. 1913 kehrte sie nach Kalifornien zurück und ließ sich in Monterey nieder, wo sie aktiv an der Kunstszene teilnahm und privaten Kunstunterricht sowie Freilicht-Malateliers organisierte. 1920 wurde E. Charlton Fortune in die National Academy of Design gewählt. 1927 fand eine Ausstellung ihrer Werke in der Beaux Arts Gallery statt, die viel Lob erhielt. Als sie jedoch in der Oakland Gallery ausstellte, wurden ihre Arbeiten als zu schön und nicht an den sozialen Realitäten orientiert kritisiert. Von da an waren Euphemia Charlton Fortunes Gemälde umstritten, und einige Kritiker bezeichneten sie als überholt. Die letzten Jahre ihres Lebens widmete sie religiösen Gemälden, von denen einige die katholische Kirche St. Angela in Pacific Grove schmücken.

## Werk
E. Charlton Fortune war bekannt für ihre Landschaftsgemälde, die häufig Küstenszenen und ländliche Motive aus Kalifornien zeigen. Ihr Stil zeichnet sich durch kräftige Farben und dynamische Pinselstriche aus, die den Einfluss des Impressionismus widerspiegeln. Sie malte auch in Europa, vor allem in St Ives in Cornwall und Saint-Tropez in Frankreich, wo sie die dortige Landschaft einfing.
In den 1920er Jahren wandte sie sich der religiösen Kunst zu und gründete 1928 die Monterey Guild, ein Unternehmen, das sich auf liturgische Kunst und Kirchenausstattung spezialisierte. Sie erhielt zahlreiche Aufträge für die Gestaltung von Kircheninnenräumen in den USA und wurde 1955 für ihre herausragenden Leistungen auf dem Gebiet der liturgischen Kunst mit dem päpstlichen Orden Pro Ecclesia et Pontifice ausgezeichnet.